# Diaconești (okręg Vâlcea)
Diaconești – wieś w Rumunii, w okręgu Vâlcea, w gminie Grădiștea. W 2011 roku liczyła 134 mieszkańców.